# Жёлтая звезда
Жёлтая звезда или Лата (также «жёлтый знак» или «знак позора») — особый отличительный знак, который в некоторые исторические периоды должны были носить евреи в некоторых государствах, в последний раз — на подконтрольной властям Германии территории в период Холокоста. Латы служили для того, чтобы отличать евреев в общественных местах.

## Знаки для сегрегации евреев
Отличительные знаки для евреев существовали в Средние века в мусульманских и христианских странах и являлись частью политики антисемитизма по религиозному признаку. Первое упоминание в Англии — обнародованный в 1253 году королём Англии Генрихом III дискриминационный «Статут о еврействе» ввёл требование к евреям иметь отличительный знак в виде «двух белых табличек, изготовленных из белого полотна или пергаментной бумаги», которые нужно было носить на «передней стороне их верхней одежды». В дальнейшем по мере распространения в Европе менялись форма и цвет знака, который чаще всего был жёлтым. В Священной Римской империи до XV века евреи носили особой формы коническую шляпу, к которой затем прибавилось жёлтое «колесо», ставшее предшественником «жёлтой звезды».
В 1933 году нацисты, придя к власти в Германии и оккупировав в ходе Второй мировой войны ряд других стран и территорий, возродили практику сегрегации евреев, но уже на основе расовых критериев.

## Требования нацистов
Впервые нацисты ввели обязательное ношение жёлтой звезды в 1939 году для евреев оккупированной Польши. Власти указали, что евреев, нарушивших требование носить на одежде спереди и сзади жёлтую звезду, ждёт суровое наказание. Первым, не дожидаясь указаний высшего руководства, такой приказ издал 24 октября 1939 года комендант города Влоцлавек оберфюрер Крамер. Этот приказ касался всех евреев без различия возраста и пола. Такой же порядок был быстро принят другими немецкими командующими на оккупированных территориях и получил официальное одобрение, с учётом антисемитских настроений, преобладающих среди местного польского населения, которое с энтузиазмом поддержало эту идею. С 1 декабря 1939 года ношение жёлтой звезды было введено по всему генерал-губернаторству.
Чаще всего лата делалась из куска ткани жёлтого цвета, в основном в виде шестиконечной звезды.
Латы нужно было носить спереди и сзади на верхней одежде для того, чтобы в соответствии с расовой политикой нацистов можно было отличить еврея от любого человека другого этнического происхождения.
Кроме лат нацисты часто требовали от евреев носить белые нарукавные повязки с шестиконечной звездой, иногда также нашивку с номером дома и квартиры.

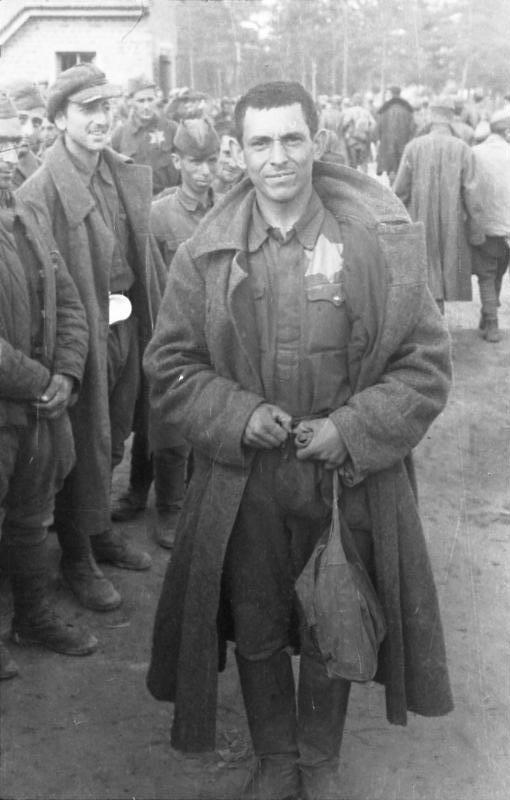
Советский военнопленный-еврей с жёлтой звездой, 1941

На востоке введение ношения жёлтой звезды было почти повсеместным и одним из первых ограничений, которым подвергались евреи. Так, в Белоруссии, согласно приказу № 1 от 7 июля 1941 года командующего тылом группы армий «Центр» генерала Максимилиана фон Шенкендорфа, вводились обязательные для ношения евреями с 10 лет нарукавные повязки белого цвета с нарисованной жёлтой звездой. В Латвии приказ о ношении жёлтой звезды был издан оккупационными властями 13 августа 1941 года, в Эстонии — 11 сентября 1941 года.
С августа 1941 года Адольф Эйхман, по согласованию с Рейнхардом Гейдрихом и Артуром Зейсс-Инквартом, приравнял так называемых «полуевреев» (нем. Halbjude) к «чистокровным/полным евреям» (нем. Volljude), обязав их повсеместно носить жёлтую звезду.
Однако в некоторых оккупированных странах Западной Европы, в отличие от Восточной Европы, СССР и Германии (включая Австрию), это требование вводилось после целого ряда иных, более мягких дискриминационных мер. Например, в Голландии нацисты ввели обязательное повсеместное ношение евреями жёлтой звезды только 9 мая 1942 года, в оккупированной зоне Франции — 29 мая 1942 года.
В Белоруссии нацисты не делали особого упора на форму нашивки, и часто она была не в виде звезды, а в виде кружка.
Союзники нацистов также использовали жёлтую звезду в качестве отличительного дискриминационного знака. В частности, 22 мая 1941 года предписание носить жёлтую звезду получили евреи Хорватии. В 1941—1942 предписание носить жёлтую звезду получили евреи ряда оккупированных территорий Румынии.
Жёлтая звезда была также отличительным знаком для военнопленных еврейского происхождения.

## Городская легенда
Существует городская легенда, согласно которой после оккупации Дании нацистами, когда король Дании Кристиан X узнал о приказе об обязательном ношении датскими евреями жёлтой звезды, он нашил этот знак себе на одежду, сказав, что все датчане равны, и после этого приказ был отменён. Легенда появилась в связи с высказыванием короля после посещения синагоги в 1942 году (по другой версии — после карикатуры в шведской газете). Он сказал, что «если евреев Дании заставят носить символ, что отличает их от других сограждан, то я и моя семья тоже будем носить этот символ».
Легенда стала широко известной отчасти благодаря упоминанию в книге Леона Юриса «Исход», написанной в 1958 году. Легенде также посвящён один из эпизодов художественного фильма Эльдара Рязанова «Андерсен. Жизнь без любви». По фантастическому сюжету фильма, Х. К. Андерсен на время переносится в оккупированную нацистами Данию и оказывается на месте Кристиана X. Видя унижения, которым подвергаются евреи, Андерсен — Кристиан X просит королеву Александрину прикрепить к его одежде жёлтую звезду Давида в знак солидарности с ними. Со звездой Давида на груди он совершает конные прогулки по Копенгагену. Примеру короля следуют простые датчане, прикрепляя к своей одежде, зданиям и машинам жёлтые звёзды.
На самом деле Дания была единственной подконтрольной нацистам страной, где ношение жёлтой звезды не вводилось.

## Использование исламистами
В период первого правления исламистского режима талибов в Афганистане в 2001 году правительство потребовало, чтобы индуистское меньшинство в «Исламском Эмирате Афганистан» носило жёлтые знаки в общественных местах. Это было частью плана талибов по отделению и идентификации представителей религиозных меньшинств от мусульманской общины.
Эти требования вызвали протест и осуждение в Индии и США как грубое нарушение свободы вероисповедания. Председатель Антидиффамационной лиги Авраам Фоксман сравнил указ талибов с практикой нацистской Германии в отношении евреев. В США некоторые конгрессмены и сенаторы носили жёлтые значки в ходе дискуссии по данной проблеме в качестве демонстрации солидарности с индуистским меньшинством в Афганистане.